# Гурка-Собоцька
Гурка-Собоцька (пол. Górka Sobocka) — село в Польщі, у гміні Кондратовиці Стшелінського повіту Нижньосілезького воєводства.
Населення — 297 осіб (2011).
У 1975-1998 роках село належало до Вроцлавського воєводства.

## Демографія
Демографічна структура станом на 31 березня 2011 року:
|          | Загалом | Допрацездатний вік | Працездатний вік | Постпрацездатний вік |
| -------- | ------- | ------------------ | ---------------- | -------------------- |
| Чоловіки | 140     | 26                 | 98               | 16                   |
| Жінки    | 157     | 24                 | 92               | 41                   |
| Разом    | 297     | 50                 | 190              | 57                   |